# Steve Larmer
Steven Donald „Steve“ Larmer (* 16. Juni 1961 in Peterborough, Ontario) ist ein ehemaliger kanadischer Eishockeyspieler, der im Verlauf seiner aktiven Karriere zwischen 1977 und 1995 unter anderem 1146 Spiele für die Chicago Blackhawks und New York Rangers in der National Hockey League auf der Position des rechten Flügelstürmers bestritten hat. Seine größten Karriereerfolge feierte Larmer in Diensten der New York Rangers mit dem Gewinn des Stanley Cups im Jahr 1994 sowie im Trikot der kanadischen Nationalmannschaft mit dem Sieg beim Canada Cup 1991.

## Karriere
Larmer begann seine Juniorenkarriere in seinem Geburtsort bei den Peterborough Petes, wechselte aber nach seinem ersten Jahr innerhalb der höchsten Nachwuchsliga Ontarios zu den Niagara Falls Flyers. Nach seiner dritten Juniorensaison wurde er im NHL Entry Draft 1980 in der sechsten Runde an der insgesamt 120. Position von den Chicago Black Hawks ausgewählt.
Sein Debüt gab er bei den Hawks in der Saison 1980/81, brachte es in diesem Jahr aber nur auf vier Spiele. Auch in der nächsten Saison schaffte er den Durchbruch nicht und spielte meist im Farmteam in New Brunswick. In der Saison 1982/83 stand er schon im ersten Spiel auf dem Eis und begann nun seinen tatsächliche Rookiesaison. Steve spielte eine überragende Saison; mit 90 Punkten gewann er die Calder Memorial Trophy als bester Rookie und stellte den bis heute gültigen Rekord für Rookies bei den Blackhawks auf. Bemerkenswert ist, dass Larmer bis zu seinem Wechsel nach New York 1993 kein einziges Spiel verpasste und 884 Spiele in Folge spielte. Diese Marke stellt den NHL-Rekord für die meisten aufeinanderfolgenden Spiele bei der gleichen Mannschaft dar. Bei den New York Rangers gewann er in den Stanley-Cup-Playoffs 1994 den Stanley Cup. Er spielte noch die streikbedingt kurze Saison 1994/95 und durchbrach die Marke von 1000 Punkten, bevor er seine Karriere beendete.

### International
1991 spielte Larmer mit der kanadischen Nationalmannschaft beim Canada Cup.

## Erfolge und Auszeichnungen
| - 1978 J.-Ross-Robertson-Cup-Gewinn mit den Peterborough Petes - 1981 OHL Second All-Star Team - 1982 Calder-Cup-Gewinn mit den New Brunswick Hawks - 1982 AHL Second All-Star Team - 1983 Calder Memorial Trophy | - 1983 NHL All-Rookie Team - 1990 Teilnahme am NHL All-Star Game - 1991 Teilnahme am NHL All-Star Game - 1994 Stanley-Cup-Gewinn mit den New York Rangers |

### International
- 1991 Silbermedaille bei der Weltmeisterschaft
- 1991 Goldmedaille beim Canada Cup

## Franchise-Rekorde
- 884 aufeinanderfolgende Spiele für die Chicago Blackhawks  (6. Oktober 1982 bis 15. April 1993)
- 90 Punkte als Rookie für die Chicago Blackhawks (43 Tore + 47 Vorlagen; 1982/83)

## Karrierestatistik

### International
Vertrat Kanada bei:
- Weltmeisterschaft 1991
- Canada Cup 1991

(Legende zur Spielerstatistik: Sp oder GP = absolvierte Spiele; T oder G = erzielte Tore; V oder A = erzielte Assists; Pkt oder Pts = erzielte Scorerpunkte; SM oder PIM = erhaltene Strafminuten; +/− = Plus/Minus-Bilanz; PP = erzielte Überzahltore; SH = erzielte Unterzahltore; GW = erzielte Siegtore; 1 Play-downs/Relegation; Kursiv: Statistik nicht vollständig)